# Mîhailo-Koțiubînske
Mîhailo-Koțiubînske (în ucraineană Михайло-Коцюбинське) este o așezare de tip urban din raionul Cernihiv, regiunea Cernihiv, Ucraina. În afara localității principale, nu cuprinde și alte sate.

## Demografie
Componența lingvistică a așezării de tip urban Mîhailo-Koțiubînske
     Ucraineană (95,9%)
     Rusă (3,53%)
     Alte limbi (0,23%)
Conform recensământului din 2001, majoritatea populației așezării de tip urban Mîhailo-Koțiubînske era vorbitoare de ucraineană (95,9%), existând în minoritate și vorbitori de rusă (3,53%).